# Riggs-Gletscher
Der Riggs-Gletscher ist ein 23 km langer Gletscher im Glacier-Bay-Nationalpark in Alaska.

## Geografie
Der Gletscher hat sein Nährgebiet an der Südflanke der Takhinsha Mountains in den Alsek Ranges. Von dort strömt der im Mittel zwei Kilometer breite Gletscher in überwiegend südsüdöstlicher Richtung und endet am Nordufer des Muir Inlet, einem Fjord der Glacier Bay.

## Gletscherentwicklung
Der Riggs-Gletscher zog sich im Laufe des 20. Jahrhunderts stetig zurück. Während der 1980er Jahre erreichte der Riggs-Gletscher das Meer nur noch bei Flut. Die Gletscherzunge wird durch einen Felsen zweigeteilt. Seit den 2000er Jahren hat sich die Dicke des Gletschers stetig verringert. Die Rückzugsgeschwindigkeit des Riggs-Gletschers lag Anfang der 2000er Jahre zwischen 7 und 10 Metern pro Jahr.

## Namensgebung
Der Gletscher wurde von der Amerikanischen Geographischen Gesellschaft 1947 nach Thomas Riggs Jr. (1873–1945), 1918–21 Gouverneur des Alaska-Territoriums, benannt.